# William Scoresby
William Scoresby (født 5 oktober 1789 i Whitby, Yorkshire, død 21 marts 1857 i Torquay) var en engelsk opdagelsesrejsende og fremtrædende hvalfanger.
Efter endt skolegang sejlede han sammen med faderen, og var overstyrmand på hvalfangstskibet Resolution da denne nåede 81° 30' N. lat. 25. maj 1806. Dette var i 25 år rekord for det nordligste nogen havde sejlet på den Østlige halvkugle. Han viste allerede tidligt interesse for naturvidenskabelig forskning samt foretog undersøgelser, som blev af stor betydning for kendskabet til polarområderne. 1822 var han den første, som undersøgte Grønlands østkyst mellem 69° 30’ og 72° 30’ nordlige breddegrad. På sin rejse kortlagde han med imponerende nøjagtighed 400 km af Grønlands østkyst, fra 69° 30' til 72° 30'. Dette var første gang Østgrønland var blevet kortlagt på denne måde. 
1823 udgav han en beskrivelse af denne rejse under titellen Journal of a voyage to the northern whale-fishery. Et andet arbejde af ham er det berømte An account of the arctic region (1820). Fra 1823 studerede Scoresby teologi i Cambridge og trådte, efter at han i 1834 var blevet bachelor, i den engelske kirkes tjeneste og blev kapellan for sømænd, men fortsatte også senere sine naturvidenskabelige forskning, blandt andet på jordmagnetismens område.

## Steder opkaldt efter ham
- Månekrateret Scoresby
- Scoresbysund, nu Ittoqqortoormiit på Grønlands østkyst
- Scoresby Sund i Østgrønland[2]
- Scoresby Land i Grønland
- Cape Scoresby (66°34′S 162°45′E / 66.567°S 162.75°E / -66.567; 162.75), bluff, der markerer den nordlige ende af Borradaile Island
- Scoresbyøya, som betyder Scoresby Island på engelsk er en lille ø på 6 km², nord for Nordaustlandet, Svalbard